# Jean-Frédéric Hermann

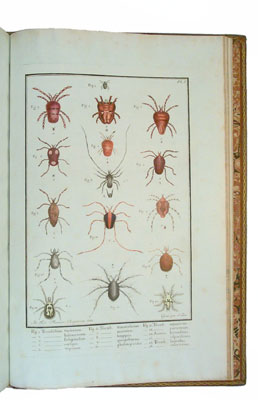
Rajzai a „Mémoire Aptérologique” című műben

Jean-Frédéric Hermann (1768. – 1793. január 19.) francia orvos és természettudós, főleg entomológiával foglalkozott. Zoológiai szakmunkákban nevének rövidítése: „Hermann, JF”.

## Munkássága
Jean-Frédéric Hermann Strasbourgban született. Édesapja, a híres Johann Hermann orvos és természettudós volt, akinek munkáját Jean-Frédéric is segítette. A fiú az apja felfedezéseit rendszerezte, és rajzokat készített a fajokról. Legfőbb tevékenysége azonban a rovarok és atkák szájszerveinek a tanulmányozása volt. Felfedezéseit és észrevételeit a „Mémoire Aptérologique” című művében foglalt össze, amelyet 1804-ben veje, Frédéric-Louis Hammer nyomtattatott ki.
Ifjabb Hermann 1793-ban, mindössze 25 évesen tífuszban meghalt.

## Fordítás
- Ez a szócikk részben vagy egészben  a   Jean-Frédéric Hermann című angol Wikipédia-szócikk ezen változatának fordításán alapul.  Az eredeti cikk szerkesztőit annak laptörténete sorolja fel. Ez a jelzés csupán a megfogalmazás eredetét és a szerzői jogokat jelzi, nem szolgál a cikkben szereplő információk forrásmegjelöléseként.
- Ez a szócikk részben vagy egészben  a   Jean-Frédéric Hermann című francia Wikipédia-szócikk ezen változatának fordításán alapul.  Az eredeti cikk szerkesztőit annak laptörténete sorolja fel. Ez a jelzés csupán a megfogalmazás eredetét és a szerzői jogokat jelzi, nem szolgál a cikkben szereplő információk forrásmegjelöléseként.